# Guacamai
Guacamai és el nom comú de cadascun dels membres d'un grup d'ocells de colors vius, cua llarga i bec gran i fort, pertanyents a la família del lloro, que viuen en el tròpic americà. Popularment sovint s'anomenen papagai o papagall en català.
La seva mida és molt variable. Anodorhynchus hyacinthinus del Brasil, Bolívia, Paraguai, Colòmbia, ique fa 1 m, és el guacamai més gran del món; la seva longitud és més de tres vegades superior a la del més petit dels guacamais, Diopsittaca nobilis, una au de 30 cm, natural del nord-est de Sud-amèrica.
Tot i que se n'han documentat 23 espècies, en l'actualitat només en queden 17 a causa de la contínua explotació forestal i la seva captura per al comerç il·legal, i algunes d'aquestes estan també amenaçades, en especial el guacamai de Spix (Cyanopsitta spixii), que abans vivia a l'interior del Brasil però que avui està possiblement extint en estat salvatge, segons BirdLife International. En captivitat, però, en neixen nous individus.
Són aus que pertanyen a la família de psitàcids que correspon a un grup de lloros que habiten les zones tropicals d'Amèrica. El guacamai és una au molt cobejada pel seu plomatge de bell colorit, especialment els vermells, els blaus, els grocs i els verds.
Ja els aborígens valoraven aquestes plomes i les consideraven objectes preuats i les feien servir per comerciar. També els conqueridors espanyols es van sentir sorpresos per la bellesa dels guacamais que abundaven en aquestes terres. Popularment es reconeix els Guacamais per les seves llargues cues i la seva gran envergadura, però això només és vàlid per a les espècies grans, ja que els Guacamais menors no superen la mida de qualsevol cotorra gran. Els Guacamais grans del gènere tenen les brinda (zona entre la mandíbula superior i l'ull) i les galtes totalment nues, o decorades per unes estretes línies de plomes molt escampades.
Aquestes aus generalment realitzen els seus nius en els buits dels arbres a gran alçada, i quan han fet la posta, cuiden aquest niu i ataquen amb el seu perillós pic a qui pretengui apropar-se, tornant-se molt agressives. Les cries neixen cegues i sense plomatge. El període d'incubació per a les espècies grans és de 24 a 28 dies i de 23 a 24 per a les espècies petites. El temps que els pollets passaran al niu és molt variat: de 8 a 15 setmanes. A les espècies grans l'iris comença a aclarir als sis mesos fins a aconseguir el color d'adult als tres anys. Són coneguts diversos tipus d'híbrids, sent el més popular l'encreuament entre Guacamais Blaus i Guacamais Rojos, sorgint el guacamai de Caterina, anomenat així pels nascuts a Catalina Bird Park (Califòrnia). Per la seva bellesa, aquestes aus són capturades, legalment i il·legalment per realitzar vendes en els comerços de mascotes, així com per a exportació, caça il·legal i la venda de les seves plomes. Aquestes són algunes de les principals causes que la majoria de les espècies es troben en vies d'extinció. Una altra de les causes que va reduint els exemplars, és la pèrdua de l'hàbitat natural. Entre les quals es troben gairebé totalment extintes en estat salvatge, es troba el guacamai de Spix del Brasil.

## Alimentació
Els aliments que més consumeixen són llavors i fruits, i el seu bec els serveix per trencar gruixudes i dures closques. Requereixen abundant fruita fresca i verdura en la seva dieta.
En captivitat normalment la majoria tasta els aliments nous sense necessitat de persuadir massa. Les espècies grans gaudeixen menjant nous, ametlles o avellanes i sobretot del joc que els suposa obrir les closques. Cada tipus d'aliment (llavors, fruita, pa de pessic) s'ha de mantenir en recipients separats i nets i vigilar que no es produeixin fermentacions.

## Tipus
- Guacamai Blau i Groc
- Guacamai Escarlata o Bandera
- Guacamai d'ales verdes
- Guacamai Jacints: Bastant sorollós i actiu amb el que té al voltant. Els guacamais Jacints són probablement els més afectuosos dels guacamais.
- Guacamai Noble

## Cures bàsiques dels guacamais domèstics
Els exemplars aïllats poden mantenir-se en "semillibertat" en una perxa, o bé en gàbies en què se'ls permet sortir per volar i exercitar. En el cas d'intentar la reproducció s'han d'introduir diversos exemplars en una ocellera gran. Si s'aconsegueix que es formin parelles, cadascuna haurà de ser aïllada per cercar la intimitat.
També cal vigilar diàriament l'aportació d'aigua neta. A més a més se'ls pot proporcionar una palangana d'aigua més aviat tèbia (són tropicals) perquè s'hi banyin.
En ser animals tropicals no convé exposar-los als freds de l'hivern, gelades ni corrents d'aire.
Un cop l'any se'ls haurà de practicar una analítica completa que inclourà mostres de femta i de sang, així com una revisió completa manual en què el veterinari palparà al lloro per descartar evidències físiques d'alguna malaltia.
Són animals molt sociables i requereixen un bon tracte i mostres d'afecte per part dels seus cuidadors.

## Espècies
- Anodorhynchus
  - Anodorhynchus glaucus (en perill greu o extint)
  - Anodorhynchus hyacinthinus
  - Anodorhynchus leari
- Cyanopsitta
  - Cyanopsitta spixii o guacamai de Spix
- Ara
  - Ara ararauna
  - Ara glaucogularis
  - Ara militaris
  - Ara ambiguus
  - Ara macao
  - Ara chloroptera
  - Ara rubrogenys
  - Ara severa
  - Ara atwoodi (extint)
  - Ara erythrocephala (extint)
  - Ara gossei (extint)
  - Ara guadeloupensis (extint)
  - Ara tricolor (extint)
  - Ara autocthones (extint)
- Orthopsittaca
  - Orthopsittaca manilata
- Primolius
  - Primolius couloni
  - Primolius maracana
  - Primolius auricollis
- Diopsittaca
  - Diopsittaca nobilis